# Maio de 1968

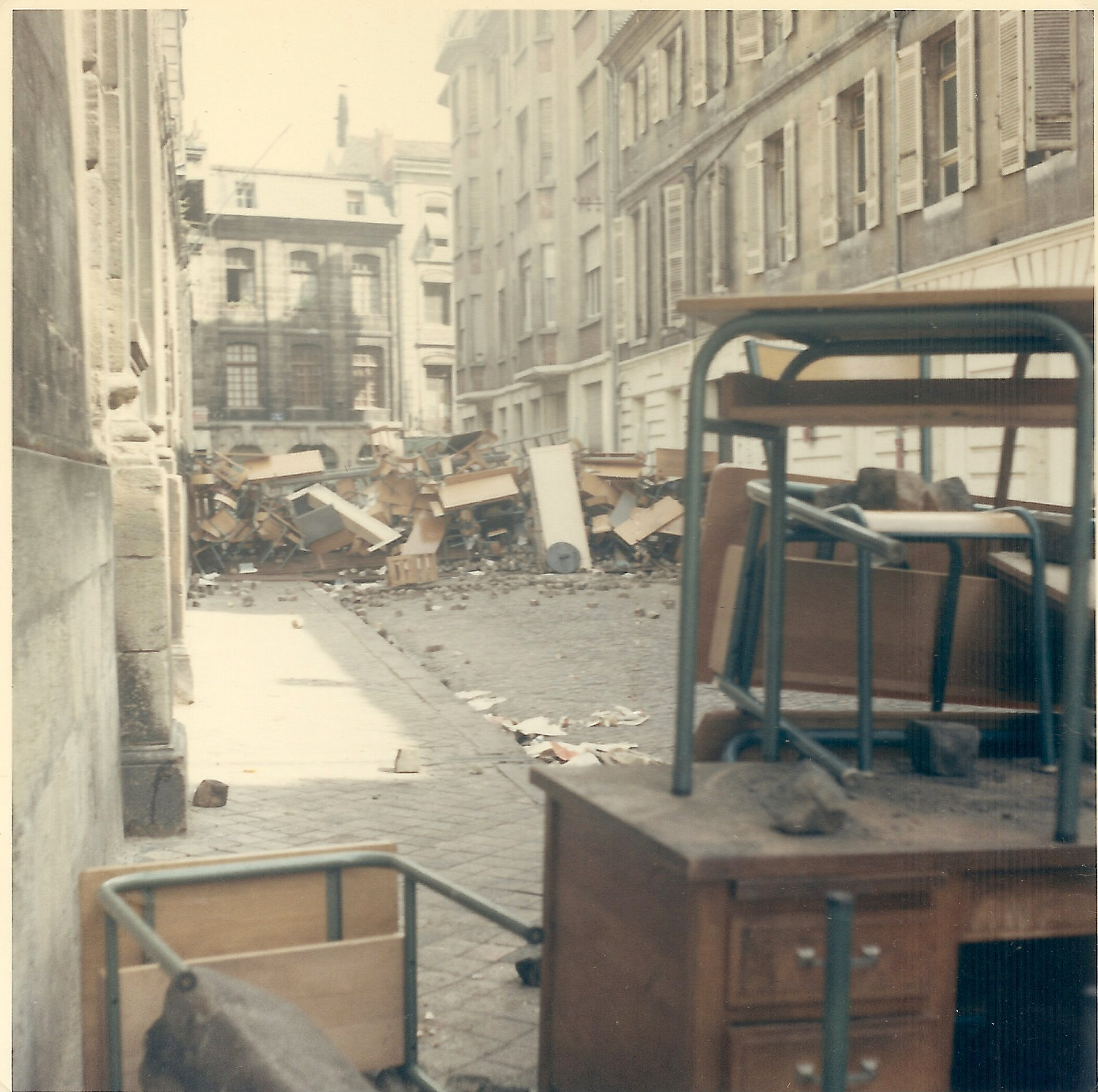
Barricadas em Bordéus em maio de 1968

A partir de maio de 1968, ocorreu um período de agitação civil em toda a França, com duração de sete semanas e pontuado por manifestações, greves gerais e ocupação de universidades e fábricas. No auge dos acontecimentos, que desde então ficaram conhecidos como Maio de 68 (em francês: Mai 68), a economia francesa parou. Os protestos chegaram a um ponto que fez os líderes políticos temerem uma guerra civil ou uma revolução; o governo nacional deixou de funcionar brevemente depois que o presidente Charles de Gaulle fugiu secretamente da França para a Alemanha Ocidental no dia 29. Os protestos são por vezes associados a movimentos semelhantes que ocorreram na mesma época em todo o mundo e que inspiraram uma geração de protestos artísticos na forma de canções, grafites imaginativos, cartazes e slogans.
A agitação começou com uma série de protestos de ocupação estudantil de esquerda radical contra o capitalismo, o consumismo, o imperialismo americano e as instituições tradicionais. A forte repressão policial aos manifestantes levou as confederações sindicais francesas a convocar greves de solidariedade, que se espalharam muito mais rapidamente do que o esperado, envolvendo 11 milhões de trabalhadores, mais de 22% da população francesa na época. O movimento foi caracterizado por uma disposição selvagem espontânea e descentralizada; isso criou contraste e, às vezes, até mesmo conflito entre os sindicatos e os partidos de esquerda. Foi a maior greve geral alguma vez tentada no país e a primeira greve geral selvagem a nível nacional.
As ocupações estudantis e greves gerais em toda a França foram confrontadas violentamente por administradores universitários e pela polícia. As tentativas do governo de Gaulle de reprimir as greves por meio de ações policiais só agravaram a situação, levando a batalhas de rua com a polícia no Quartier Latin de Paris. No final de maio, o fluxo dos eventos mudou. Os acordos de Grenelle, concluídos em 27 de maio entre o governo, sindicatos e empregadores, proporcionaram ganhos salariais significativos para os trabalhadores. Uma contramanifestação organizada pelo partido gaullista em 29 de maio no centro de Paris deu a De Gaulle a confiança para dissolver a Assembleia Nacional e convocar eleições parlamentares para 23 de junho de 1968. A violência evaporou quase tão rápido quanto surgiu. Os trabalhadores retornaram aos seus empregos e, após as eleições de junho, os gaullistas emergiram mais fortes do que antes.
Os acontecimentos de maio de 1968 continuam a influenciar a sociedade francesa. O período é considerado um ponto de virada cultural, social e moral na história da nação. Alain Geismar, que era um dos líderes estudantis na época, disse mais tarde que o movimento teve sucesso "como uma revolução social, não como uma revolução política".

## Na cultura popular

### No cinema
- O filme Baisers volés (1968), de François Truffaut, se passa em Paris durante os protestos. Embora não seja um filme abertamente político, ele contém referências e imagens das manifestações. O filme capta o sentimento revolucionário do período e explica por que Truffaut e Jean-Luc Godard pediram o cancelamento do festival de Cannes de 1968.
- O filme Mourir d'aimer (1971), de André Cayatte, é baseado na história verídica de Gabrielle Roussier, uma professora de estudos clássicos (interpretada no filme por Annie Girardot) que cometeu suicídio após ter sido sentenciada culpada por ter tido um romance com um de seus alunos durante maio de 1968.
- O filme Tout Va Bien (1972), de Jean-Luc Godard, examina a luta de classes que continuou na sociedade francesa após maio de 1968.
- O filme A Mãe e a Puta (1973), de Jean Eustache, ganhador do Grand Prix (Festival de Cannes), cita os eventos de maio de 1968 e explora as suas consequências.[7]
- O filme Cocktail Molotov (1980), de Diane Kurys, conta a história de um grupo de amigos franceses que estavam em viagem a Israel mas decidem voltar a Paris após ouvir notícias sobre as manifestações.
- O filme Milou en mai (1990), de Louis Malle, é um retrato satírico sobre o impacto do fervor revolucionário de maio de 1968 sobre a burguesia de uma pequena cidade.
- Um filme de Bernardo Bertolucci de 2003, Os Sonhadores, baseado na novela The Holy Innocents de Gilbert Adair, narra a história de três jovens que, durante o Maio de 1968, veem a revolução acontecer pela janela do quarto. Nos extras de um DVD do filme, há um documentário sobre a época. O movimento é descrito por acadêmicos contemporâneos como uma crítica a sociedade ocidental capitalista contemporânea e uma volta a um romântico passado idealizado.[8]
- O filme Les amants réguliers (2005), de Philippe Garrel, conta a história de um grupo de amigos que participa dos protestos, e suas vidas um ano após.
- No filme OSS 117: Rio ne répond plus (2009), o protagonista Hubert ironiza os estudantes hippies ao dizerː "É 1968. Não haverá revolução. Cortem os cabelos".
- O filme Après mai (2012), de Olivier Assayas, conta a história de um jovem pintor e seus amigos que levam a revolução para suas escolas locais e têm que lidar com as consequências existenciais e legais do ato.

### Na música
- A música "Verão de 68" da banda punk brasileira Blind Pigs — Porcos Cegos, trata da história de uma mulher guerrilheira do MR-8 durante os protestos de 68 no Brasil.
- A canção "É Proibido Proibir", de Caetano Veloso, tirou seu nome de um grafite pichado nas ruas de Paris durante o Maio de 1968. A canção protestava contra o regime militar brasileiro.[9]
- A letra da canção Street Fighting Man (1968), dos Rolling Stones, se refere aos protestos vistos sob a perspectiva de uma "sonolenta cidade de Londres". A letra foi adaptada à melodia de uma canção dos Stones com letra diferente e que não havia sido lançada. A melodia também traz influências do som das sirenes dos carros de polícia franceses.[10]
- A obra "Sinfonia" (1968/1969), de Luciano Berio, incluiu slogans do Maio de 1968.
- Muitas letras do cantautor anarquista francês Léo Ferré foram inspiradas pelo Maio de 1968, como "L'Été 68", "Comme une fille" (1969), "Paris je ne t'aime plus" (1970), "La Violence et l'Ennui" (1971), "Il n'y a plus rien" (1973) e "La Nostalgie" (1979).
- A canção Paris Mai (1969), de Claude Nougaro.[11]
- Vangelis lançou, em 1972, o álbum Fais que ton rêve soit plus long que la nuit (Faça seus sonhos maiores que a noite). O álbum contém sons das manifestações, canções e um noticiário.[12]
- O funcionário italiano imaginário descrito por Fabrizio De André no seu álbum Storia di un impiegato (1973) tem a ideia de explodir uma bomba em frente ao Parlamento da Itália, ao ouvir as notícias sobre os acontecimentos de maio na França e comparar sua vida tediosa com a emocionante vida dos revolucionários na França.[13]
- A canção Bye Bye Badman, do álbum The Stone Roses (1989) da banda The Stone Roses, é sobre os protestos. A capa do álbum traz as três cores da bandeira da França, assim como limões (os quais foram usados pelos franceses para anular os efeitos das bombas de gás lacrimogênio durante o Maio de 1968).[14]
- A canção Papá cuéntame otra vez (1997), de Ismael Serrano, se refere ao Maio de 1968, quando dizː "papai, me conte outra vez aquela linda história, de guardas, fascistas e estudantes de cabelo compridos; de doce guerra urbana com calças boca de sino, e canções dos Rolling Stones, e garotas com minissaias".[15]
- A canção "Protest Song '68" (1998), da banda sueca Refused, é sobre os protestos de maio de 1968.[16]
- O videoclipe da canção I heard wonders (2008), do músico norte-irlandês David Holmes, se baseia nos protestos, e alude à influência da Internacional Situacionista nos mesmos.[17]

### Na literatura
- A novela The Merry Month of May (1971), de James Jones, conta a história fictícia de um expatriado estadunidense que se vê acidentalmente em meio aos protestos.
- O livro filosófico "O Anti-Édipo", de Gilles Deleuze e Félix Guattari, grande crítica a psicanálise tradicional, foi escrito, conforme contam os autores, sob forte influência de maio de 68.

### Nos jogos eletrônicos
- O jogo de 2010 Metal Gear Solid: Peace Walker tinha um pequeno resumo do Maio de 1968 e sua influência sobre a personagem Cécile Cosima Caminades.

### Na televisão
- No sexto episódio (For Immediate Release) (2013) da sexta temporada da série de televisão Mad Men, Arnie Rosen fala para Marie Calvet, mãe de Megan Draper, que está enviando seu filho para Paris. No episódio seguinte (Man With a Plan), a esposa de Arnie, Sylvia, fala sobre os incêndios em Paris e sua preocupação em não conseguir falar pelo telefone com o filho.[18]